# Nome di dominio internazionalizzato

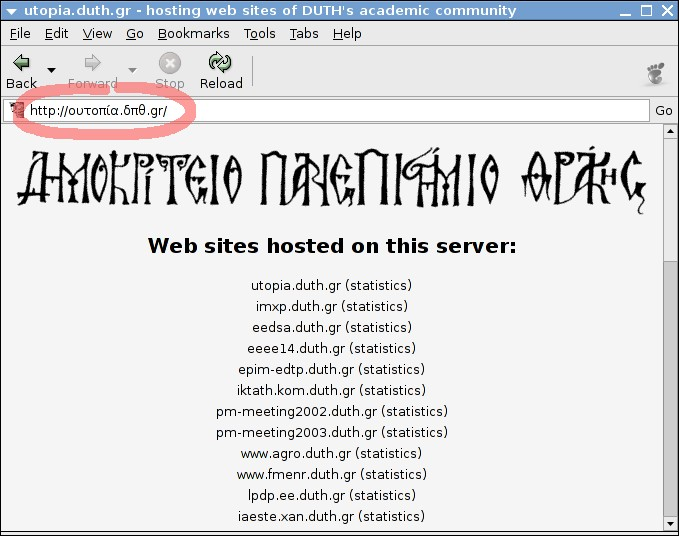
Esempio di NDI in greco sul dominio .gr.

Un nome di dominio internazionalizzato (NDI o IDN, dall'inglese internationalized domain name) è un nome di dominio internet che contiene uno o più caratteri non ASCII. Certi nomi di dominio possono contenere lettere con segni diacritici, come ci sono in molte lingue, o caratteri di alfabeti non latini, come in arabo, ebraico, cinese ed hindi. Comunque, lo standard per i nomi di dominio non permette tali caratteri ed è stato fatto molto lavoro al fine di trovare un metodo per internazionalizzare i nomi di dominio in un formato ASCII standard, salvaguardando con ciò la stabilità del Domain Name System.
Il NDI ha una storia molto lunga. È stato proposto nel 1996 da M. Dürst ed implementato nel 1998 da James Seng sotto la guida di T. W. Tan. Dopo tanti dibattiti e molti altri progetti, fu adottato un sistema chiamato Internationalizing Domain Names in Applications (IDNA) come standard e fu applicato a diversi domini di primo livello.
Nel sistema IDNA il termine "nome di dominio internazionalizzato" indica specificatamente qualunque nome di dominio composto solo da etichette alle quali l'algoritmo IDNA ToASCII può essere applicato in modo corretto. Nel marzo 2008 l'Internet Engineering Task Force ha formato un nuovo IDN Working Group per rimodernare il corrente protocollo IDNA.
Attualmente diverse decine di domini di primo livello, tra cui il .ch, supportano la registrazione dei NDI. Il .it li supporta dalle ore 14:00 dell'11 luglio 2012. Anche il dominio di primo livello .eu, dal 10 dicembre 2009, supporta i NDI. Al momento del lancio degli NDI sul dominio .eu, tutti i caratteri delle 23 lingue ufficiali dell'UE sono supportati.

## Domini di primo livello che accettano la registrazione dei NDI
- .ac
- .ae
- .ar: dal 2009 supporta NDI contenenti i caratteri á, â, ã, à, é, ê, è, í, ì, ó, ô, õ, ò, u, ü, ñ, ç.
- .at: supporta NDI contenenti i caratteri ä, ü, ö, ë, à, á, â, è, é, ê, ì, í, î, ï, ò, ó, ô, ù, ú, û, ý, ÿ, ã, å, æ, ç, ð, ñ, õ, ø, œ, š, þ, ž.
- .bd
- .biz: supporta NDI in cinese, coreano, danese, finlandese, giapponese, islandese, lettone, lituano, norvegese, polacco, portoghese, spagnolo, svedese, tedesco ed ungherese.
- .br: dal 9 maggio 2005 supporta NDI in portoghese (contenenti i caratteri á, â, ã, à, ç, é, ê, í, ó, ô, õ, ú).
- .cat: dal 14 febbraio 2006 supporta NDI in catalano (contenenti i caratteri à, ç, è, é, í, ï, l·l, ò, ó, ú, ü).
- .com
- .ch: dal 1º marzo 2004 supporta NDI contenenti i caratteri à, á, â, ä, ã, å, æ, ç, è, é, ê, ë, ì, í, î, ï, ð, ñ, ò, ó, ô, õ, ö, ø, ù, ú, û, ü, ẏ, þ, ÿ, œ.
- .cl: dal 21 settembre 2005 supporta NDI in spagnolo (contenenti i caratteri á, é, í, ó, ú, ü, ñ).
- .cn: supporta NDI in caratteri cinesi.
- .de: dal 1º marzo 2004 supporta NDI contenenti 92 caratteri non ASCII (á, à, ă, â, å, ä, ã, ą, ā, æ, ć, ĉ, č, ċ, ç, ď, đ, é, è, ĕ, ê, ě, ë, ė, ę, ē, ğ, ĝ, ġ, ģ, ĥ, ħ, í, ì, ĭ, î, ï, ĩ, į, ī, ı, ĵ, ķ, ĺ, ľ, ļ, ł, ń, ň, ñ, ņ, ŋ, ó, ò, ŏ, ô, ö, ő, õ, ø, ō, œ, ĸ, ŕ, ř, ŗ, ś, ŝ, š, ş, ť, ţ, ŧ, ú, ù, ŭ, û, ů, ü, ű, ũ, ų, ū, ŵ, ý, ŷ, ÿ, ź, ž, ż, ð, þ).
- .dk: dal 1º gennaio 2004 supporta NDI in danese (contenenti i caratteri æ, ø, å, ö, ä, ü, é).
- .es: dal 2 ottobre 2007 supporta NDI contenenti i caratteri á, à, é, è, í, ï, ó, ò, ú, ü, ñ, ç, l·l.
- .eu: dal 10 dicembre 2009 supporta NDI contenenti i caratteri non ASCII dell'alfabeto latino utilizzati nelle lingue dell'UE (à, á, â, ã, ä, å, æ, ā, ă, ą, ç, ć, ĉ, ċ, č, ď, đ, ð, è, é, ê, ë, ē, ĕ, ė, ę, ě, ĝ, ğ, ġ, ģ, ĥ, ħ, ì, í, î, ï, ĩ, ī, ĭ, į, ı, ĳ, ĵ, ķ, ĺ, ļ, ľ, ŀ, ł, ñ, ń, ņ, ň, ŉ, ŋ, ò, ó, ô, õ, ö, ø, ō, ŏ, ő, œ, ŕ, ŗ, ř, ś, ŝ, ş, š, ß, ţ, ť, ŧ, þ, ù, ú, û, ü, ũ, ū, ŭ, ů, ű, ų, ŵ, ý, ÿ, ŷ, ź, ż, ž), dell'alfabeto cirillico (а, б, в, г, д, е, ж, з, и, й, к, л, м, н, о, п, р, с, т, у, ф, х, ц, ч, ш, щ, ъ, ы, ь, э, ю, я) e dell'alfabeto greco (α, ά, ἀ, ἁ, ἂ, ἃ, ἄ, ἅ, ἆ, ἇ, ὰ, ά, ᾀ, ᾁ, ᾂ, ᾃ, ᾄ, ᾅ, ᾆ, ᾇ, ᾰ, ᾱ, ᾲ, ᾳ, ᾴ, ᾶ, ᾷ, β, γ, δ, ε, έ, ἐ, ἑ, ἒ, ἓ, ἔ, ἕ, ὲ, έ, ὴ, ή, ζ, η, ή, ἠ, ἡ, ἢ, ἣ, ἤ, ἥ, ἦ, ἧ, ᾐ, ᾑ, ᾒ, ᾓ, ᾔ, ᾕ, ᾖ, ᾗ, ῂ, ῃ, ῄ, ῆ, ῇ, θ, ι, ϊ, ί, ΐ, ἰ, ἱ, ἲ, ἳ, ἴ, ἵ, ἶ, ἷ, ὶ, ί, ῐ, ῑ, ῒ, ΐ, ῖ, ῗ, κ, λ, μ, ν, ξ, ο, ό, ὀ, ὁ, ὂ, ὃ, ὄ, ὅ, ὸ, ό, π, ρ, ῤ, ῥ, σ, ς, τ, υ, ϋ, ύ, ΰ, ὐ, ὑ, ὒ, ὓ, ὔ, ὕ, ὖ, ὗ, ὺ, ύ, ῠ, ῡ, ῢ, ΰ, ῦ, ῧ, φ, χ, ψ, ω, ώ, ὠ, ὡ, ὢ, ὣ, ὤ, ὥ, ὦ, ὧ, ὼ, ώ, ᾠ, ᾡ, ᾢ, ᾣ, ᾤ, ᾥ, ᾦ, ᾧ, ῲ, ῳ, ῴ, ῶ, ῷ).
- .fi: dal 1º settembre 2005 supporta NDI contenenti i caratteri á, â, ä, å, č, đ, ǥ, ǧ, ǩ, ŋ, õ, ö, š, ŧ, ž, ʒ, ǯ.
- .gr: dal 4 luglio 2005 supporta NDI in caratteri dell'alfabeto greco.
- .hk: dall'8 marzo 2007 supporta NDI in caratteri cinesi.
- .hu
- .id
- .info: dal 19 marzo 2003 supporta NDI in coreano, danese, islandese, lettone, lituano, polacco, spagnolo, svedese, tedesco, ungherese.
- .io
- .ir: il dominio dot-ir (.ir) non supporta NDI, mentre il dominio dot-iran (.ایران) supporta i caratteri dell'alfabeto perso-arabo.
- .is: dal 1º luglio 2004 supporta NDI in islandese (contenenti i caratteri þ, æ, ö, ð, á, é, ý, ú, í, ó).
- .it: dalle ore 14:00 dell'11 luglio 2012.[6]
- .jp: dal luglio 2003 supporta NDI in caratteri giapponesi (kanji, hiragana, katakana).
- .kr: dall'agosto 2003 supporta NDI in alfabeto coreano.
- .li: dal 1º marzo 2004.
- .lt: dal 30 marzo 2003 supporta NDI contenenti i caratteri ą, č, ę, ė, į, š, ų, ū, ž.
- .lv: dal 2004.
- .museum: dal 20 gennaio 2004.
- .mn
- .net
- .no: dal 9 febbraio 2004.
- .nu: supporta NDI contenenti i caratteri à, á, â, ã, ä, æ, å, è, é, ê, ë, ì, í, î, ï, ò, ó, ô, õ, ø, ö, ù, ú, û, ü, ß, ç, ð, ñ, ý, ÿ, þ.
- .org: dal 18 gennaio 2005 supporta NDI in coreano, danese, islandese, lettone, lituano, polacco, svedese, ungherese e dal 3 marzo 2007 anche NDI in spagnolo.
- .pe: dall'8 dicembre 2007.
- .pl: dall'11 settembre 2003.
- .pt: dal 1º luglio 2005 supporta NDI in portoghese (contenenti i caratteri á, â, ã, à, ç, é, ê, í, ó, ô, õ, ú).
- .se: dall'ottobre 2003 supporta NDI in svedese; dall'estate 2007 anche NDI in finlandese, meänkieli, romaní, sami, yiddish.
- .sh
- .su: dal 28 aprile 2008.
- .tm
- .tr: dal 14 novembre 2006.
- .tw: supporta NDI in caratteri cinesi.
- .vn
- .ws